# Efthalia Koutroumanidou
Efthalia „Thaleia“ Koutroumanidou (griechisch Ευθαλεία „Θάλεια“ Κουτρουμανίδου, * 7. Oktober 1982 in Volos) ist eine ehemalige griechische Beachvolleyballspielerin.

## Karriere
Koutroumanidou erreichte bei der Europameisterschaft 1999 mit Slavroula Theodorou Platz 17. Ein Jahr später belegte das Duo bei der EM in Getxo den 13. Rang. 2001 und 2002 spielte sie mit Ekaterini Nikolaidou zahlreiche Open-Turniere und zwei Grand Slams in Marseille und Klagenfurt am Wörthersee. Bei der EM 2002 unterlagen Koutroumanidou / Nikolaidou den Italienerinnen Gattelli/Perrotta und den Ungarinnen Nagy/Schlegl. In den nächsten beiden Jahren trat Koutroumanidou mit Vasiliki Arvaniti an, die zuvor bereits bei zwei Jugendweltmeisterschaften ihre Partnerin gewesen war. Während die beiden Griechinnen 2003 bei der EM in Alanya sieglos nach der Vorrunde ausschieden, mussten sie sich in der ersten Hauptrunde der Weltmeisterschaft in Rio de Janeiro den späteren Siegerinnen Kerri Walsh und Misty May-Treanor aus den USA geschlagen geben. Im nächsten Jahr unterlagen sie im EM-Achtelfinale den Tschechinnen Celbová/Nováková. Anschließend nahmen sie am olympischen Turnier in Athen teil und verloren vor eigenem Publikum das Achtelfinale gegen die Deutschen Stephanie Pohl und Okka Rau in drei Sätzen.
2005 wurde Maria Tsiartsiani Koutroumanidous nächste Partnerin. Das neue Duo erreichte bei der Weltmeisterschaft in Berlin die dritte Runde, in der es eine Niederlage gegen die Chinesinnen Li Ying / Wang Lu gab. In der Verliererrunde schieden die Griechinnen gegen die kubanischen Halbfinalistinnen Fernández/Larrea aus und wurden Neunte. Im gleichen Jahr besiegten die beiden russischen Teams Bratkowa/Judina und Schirjajewa/Urjadowa bei der EM in Moskau Koutroumanidou/Tsiartsiani.
Nach dem neunten Rang bei der EM 2006 scheiterten die Griechinnen in der ersten Hauptrunde der WM 2007 wieder an Larissa/Juliana. Im nächsten Jahr wurden sie bei der Europameisterschaft in Hamburg wieder Neunter. Anschließend verloren sie das olympische Achtelfinale in drei Sätzen gegen die Australierinnen Barnett/Cook. Kurz darauf trennten sich ihre Wege. Koutroumanidou trat bei der nächsten WM in Stavanger mit Eydoxia Argiropoulou an und schied ohne Satzgewinn nach der Vorrunde aus.